# Germán Valdés III
Germán Valdés III es un actor mexicano de cine, teatro y televisión. Nieto de Germán Valdés Tin Tan y sobrino nieto de los actores Ramón Valdés, Antonio Valdés Castillo y Manuel "El Loco" Valdés. 
Sus hermanos Marco Antonio y Manuel también están dedicados al medio artístico.
Ha participado en los tele dramas Lo que callamos las mujeres y La vida es una canción.

## Filmografía

### Teatro
- Obra infantil Pinocho[1]
- Obra infantil El gato con botas

### Televisión
- El amor no es como lo pintan (2000) como Mariano.
- El alma herida (2003-2004)
- Tu te lo pierdes (2005) como Arturo - 12 años
- Cambio de vida (2008) episodio "Soy Nacho".
- Capadocia (2008)[2]
- A cada quien su santo (2010)
- Drenaje profundo (2010) Diego.
- Quererte Así (2012) Daniel Andrade
- La Teniente  (2012) Pedro Volante
- Camelia la Texana (2014) Rico
- Siempre tuya Acapulco (2014) Juanchito
- Tanto amor (2015) René Lombardo Méndez
- Entre correr y vivir (2016) Eduardo "Lalito" Hernández

### Cine
- La zona (2007) como Eddie.[2]
- 2xUno (2013) como Andrés.
- Paradas continuas (2009) como Perico[3]
- 3 idiotas (2017) como Beto
- Despedida de Soltera (2020)

### Comerciales
- Comercial del servicio Yoo de Cablemás (2009)[3]